# Manuela Rousseau
Manuela Rousseau (* 1955 in Neumünster) ist eine deutsche Aufsichtsrätin, Professorin und Buchautorin. Sie gilt als Expertin für Fundraising.

## Familie
Rousseau wurde als Tochter eines Lokführers und einer Näherin geboren. In der Kindheit lebte sie zeitweise bei den Großeltern.
Rousseau ist in zweiter Ehe über zwanzig Jahre mit Hans-Jürgen Schriever verheiratet. Das Paar lebt in Hamburg.

## Laufbahn
Nach dem Hauptschulabschluss absolvierte Rousseau eine Lehre als Einzelhandelskauffrau und arbeitete ab 1974 zunächst für Ernst Brinkmann in Hamburg. Zusammen mit zwei Partnern gründete sie 1979 ein Einzelhandelsunternehmen für Unterhaltungselektronik. Dieses kam zwischenzeitlich auf mehr als zwei Dutzend Mitarbeiter und drei Filialen, geriet jedoch nach einigen Jahren in Schwierigkeiten. Daraufhin begann Rousseau im Jahr 1982 ein Volontariat in der Öffentlichkeitsarbeit von Teldec Schallplatten.
1984 kam Rousseau schließlich zu Beiersdorf, wo sie zunächst als Einkäuferin für Laborchemikalien arbeitete, bevor sie in die Kommunikation des Konsumgüterkonzerns wechselte. Dort hatte sie verschiedene Positionen inne und stieg bis zur stellvertretenden Konzernsprecherin auf. Später übernahm Rousseau die Leitung der neu aufgebauten Abteilung Corporate Social Responsibility.
1994 bewarb sich Rousseau erstmals um ein Mandat im Aufsichtsrat von Beiersdorf, verlor die Wahl und wurde 1999 im zweiten Anlauf von den Kolleginnen und Kollegen in das Kontrollgremium gewählt. 2009 zog sie auch in den Aufsichtsrat von Maxingvest ein, der Holding von Beiersdorf und Tchibo. 2019 wurde Manuela Rousseau für eine fünfte Amtszeit im Aufsichtsrat von Beiersdorf bestätigt und kurz darauf als erste Frau zur stellvertretenden Vorsitzenden des Gremiums gewählt.
Neben ihrer Tätigkeit für Beiersdorf arbeitete Rousseau journalistisch, unter anderem als freie Redakteurin für die Hamburger Lokalredaktion der Bild-Zeitung. Ferner lehrte sie ab 1992 als Dozentin im Studiengang Kultur- und Medienmanagement der Hochschule für Musik und Theater Hamburg. Im Jahr 2001 wurde sie dort zur Professorin mit Schwerpunkten in Fundraising, Management und Public Relations berufen. Beispiele für ihr soziales Engagement sind ihr Einsatz für die Vereine „New Generation“ und „Rettet die Nikolaikirche“. Sie ist außerdem Mitglied in den Beiräten der Hamburger Universitätsgesellschaft und der Hamburger Kunsthalle sowie im Kuratorium der Randstad Stiftung.
Zudem setzt sich Rousseau seit vielen Jahren für Frauen in Führung ein, unter anderem durch Unterstützung der Initiative Frauen in die Aufsichtsräte und als Mitglied von Zonta International, einem weltweiten Zusammenschluss berufstätiger Frauen in verantwortungsvollen Positionen.

## Auszeichnungen
- 1999: Verdienstmedaille der Bundesrepublik Deutschland[21]
- 2002: „100 Top Business Frauen“ der Vogue Business[22]
- 2008: Hall of Fame des Sponsorings[23]

## Publikationen
- Willst Du Dich Deines Wertes freuen, so musst der Welt Du Wert verleihen. In: Stephanie Unger (Hrsg.): Vertrauen ist gut: Werte in der Krise oder Krise der Werte? Frankfurter Allgemeine Buch, Frankfurt am Main 2010, ISBN 978-3-89981-207-7.
- Wir brauchen Frauen, die sich trauen. Ariston Verlag, München 2019, ISBN 978-3-424-20200-7.